# حساب الأرباح
حساب الأرباح، (بالإنجليزية: Account of profits)‏، (يشار إليها أحيانا باسم حساب الربح أو ببساطة المحاسبة) هو نوع من المعاملة العادلة التي يشيع استخدامها في حالات خرق رسوم الإئتمان. إنه إجراء تم اتخاذه ضد المدعى عليه، لاسترداد الأرباح المكتسبة، نتيجة الإخلال بالواجب، وذلك لمنع الإثراء غير العادل.
عند إجراء عملية حسابية للأرباح، يتم التعامل مع المدعي، كما لو كان يدير أعمال المدعى عليه، ويحقق تلك الأرباح المنسوبة إلى أفعال المدعى عليه غير القانونية. قد يكون هذا الأمر معقدا في الممارسة العملية، لأنه يجب فحص السجلات المحاسبية للمدعى عليه (أحيانًا بواسطة محاسب قانوني)، لتحديد الجزء من إجمالي أرباحه المستمدة من الفعل غير المشروع المعني. ونتيجة لذلك، لا يتم التذرع بالدقة الحسابية، ويكون التقريب المعقول مقبولاً.
تاريخيا، لم يكن الحساب وسيلة منصفة، ولكنه إجراء في القانون العام، وبالتالي فهو من الناحية الفنية صك قانوني، رغم أنه نشأ في وقت قبل التمييز بين القانون، والإنصاف.
يحق للمالكين المشاركين في العقارات المتزامنة أيضا حساب الأرباح، من أجل توزيع الدخل، بشكل صحيح من استخدام أو استئجار العقار. العلاج متاح أيضًا ضد الغرباء، بسبب «المساعدة غير الأمينة» الوصي الصريح، في انتهاك لواجبه الائتماني.
أظهرت السوابق القضائية تقريبا، طريقتين لتقييم مدى حساب الأرباح:
1. ليس لحساب العمل بأكمله، ولكن عن الفوائد الخاصة التي تدفقت عليه، في خرق للواجب؛
2. لحساب النشاط التجاري بالكامل وأرباحه، يُدفع بدل للوقت، والطاقة، والمهارة، والمساهمة المالية، في الائتمان.